# Fogel
Fogel je priimek več oseb:
- Jan Janovič Fogel, sovjetski general
- Robert Fogel, ameriški ekonomist